# 伊萨尔科火山
伊萨尔科火山，旧译伊柴尔科火山，是薩爾瓦多西部的火山，别称“萨尔瓦多灯塔”，位於聖安娜火山的南麓，是聖安娜火山的寄生複式火山，自1770年形成至1958年幾乎持續爆發，1966年發生火山爆發。1926年的爆發把附近的一個村落淹埋，造成56人死亡。